# Betfan
Betfan Sp. z o.o. – założona w 2018 spółka prowadząca działalność bukmacherską na terenie Polski z siedzibą w Warszawie. Oferuje zakłady na sporty tradycyjne oraz elektroniczne, gry wirtualne oraz rozrywkę.

## Działalność
Jest jednym z dziewiętnastu legalnych bukmacherów w Polsce. Została założona w 2018 i w tym samym roku uzyskała od Ministra Finansów zezwolenie na prowadzenie działalności w Polsce. Działalność operacyjna rozpoczęła się w 2019.
Działalność operatora bukmacherskiego Betfan opiera się na zakładach wzajemnych z kategorii sportu tradycyjnego, sportów elektronicznych, gier wirtualnych oraz szeroko rozumianej rozrywki. W kategorii „rozrywka” znajdują się plebiscyty około-sportowe, polityka, show-biznes, ekonomia i pogoda. Oferuje również zakłady na sporty elektroniczne. Betfan zapewnia graczom ponad 1,5 miliona zakładów miesięcznie. Można dokonywać ich za pośrednictwem Internetu, a płatności dokonywać w formie elektronicznej. W 2020 roku przedsiębiorstwo we współpracy z TVBET uruchomiło usługę zawierania zakładów na gry karciane na żywo. W czerwcu 2021 roku Betfan wprowadził do oferty funkcję Betbuilder.
Bukmacher dla nowych graczy przygotował specjalną ofertę bonusu od wpłaty, dzięki której nowi użytkownicy tej platformy będą mogli w bardziej przystępny sposób wejść do świata zakładów bukmacherskich. Betfan oferuje również wiele promocji bukmacherskich dla wszystkich swoich graczy. Czekają na nich między innymi takie oferty jak: Daily Challenge, AKO Booster i wiele więcej.
Niedługo po rozpoczęciu działalności, ambasadorem marki Betfan został sportowiec Mariusz Pudzianowski. Kampania marketingowa objęła również sponsoring tytularny należącego do Pudzianowskiego konia, imieniem Betfan. Zwierzę to stało się bohaterem marki polskiego operatora.
Największą wygraną kwotą w historii firmy było (po odliczeniu podatku) 437 303,00 zł (stan na styczeń 2025).

## Nagrody i wyróżnienia
- Polish Gaming Aces 2019 w kategoriach „Debiut roku” oraz „Kampania marketingowa roku”;
- Dyrektor Marketingu Roku 2019 w kategorii „Hobby i sport”[10];
- Polish Gaming Aces 2021 w kategorii "Ambasador Roku" Mariusz Pudzianowski BETFAN[11]
- Nagrody Bukmacherskie 2024 - LegalniBukmacherzy.pl - Bukmacher otrzymał nagrodą w kategorii: NAJLEPSZE ZAKŁADY SPECJALNE[12]